# Бенковска гъска
Бенковска гъска (нарича се още Бенковска бяла гъска и Бяла Бенковска гъска) е единствената българска порода гъски. Селектирана е с направление производство на гъши черен дроб.

## История
Породата е създадена чрез кръстосване на местни гъски от района на село Бенковски, Пловдивско с тулузки, емденски, рейнски, бели унгарски и други породи гъски.

## Описание и характеристика на породата
Оперението е бяло, но се срещат птици с леко сиво оцветяване по крилата. Живата маса на женските е 4 – 5,5 kg., а на мъжките 5,5 – 7 kg. Тялото е средно едро, дълбоко и широко. Шията е къса и дебела. Главата е средно голяма с оранжева човка. Гърдите са широки и дълбоки. Тялото е добре замускулено. Краката са жълто-оранжеви, здрави и широко поставени.
Гъските от породата се характеризират с добра скорозрелост, а месодайните качества са високи. Притежават и добра приспособимост и издръжливост. При добро хранене угоените гъсета достигат жива маса 4,2 – 5 kg. на 70 дневна възраст.
Годишно снасят по 22 – 25 яйца с маса 180 – 190 g.
Породата е подходяща за принудително угояване за получаване на вмастен черен дроб. Добивът средно е около 530 g., но може да достигне и до 1200 g. Бялата бенковска гъска е подходяща както за интензивното и полуинтензивното птицевъдство, така и за екстензивно отглеждане в селските дворове.